# 변제공탁
변제공탁(辨濟供託)이란 채무자가 변제를 하려고 하여도 채권자가 변제를 받지 않거나, 변제를 받을 수 없는 경우 또는 과실 없이 채권자가 누구인지 알 수 없는 경우에 채무자가 채무이행을 하는 대신 채무의 목적물을 공탁소에 공탁하고 그 채무를 면할 수 있는 제도이다.

## 같이 보기
- 공탁